# Devoré

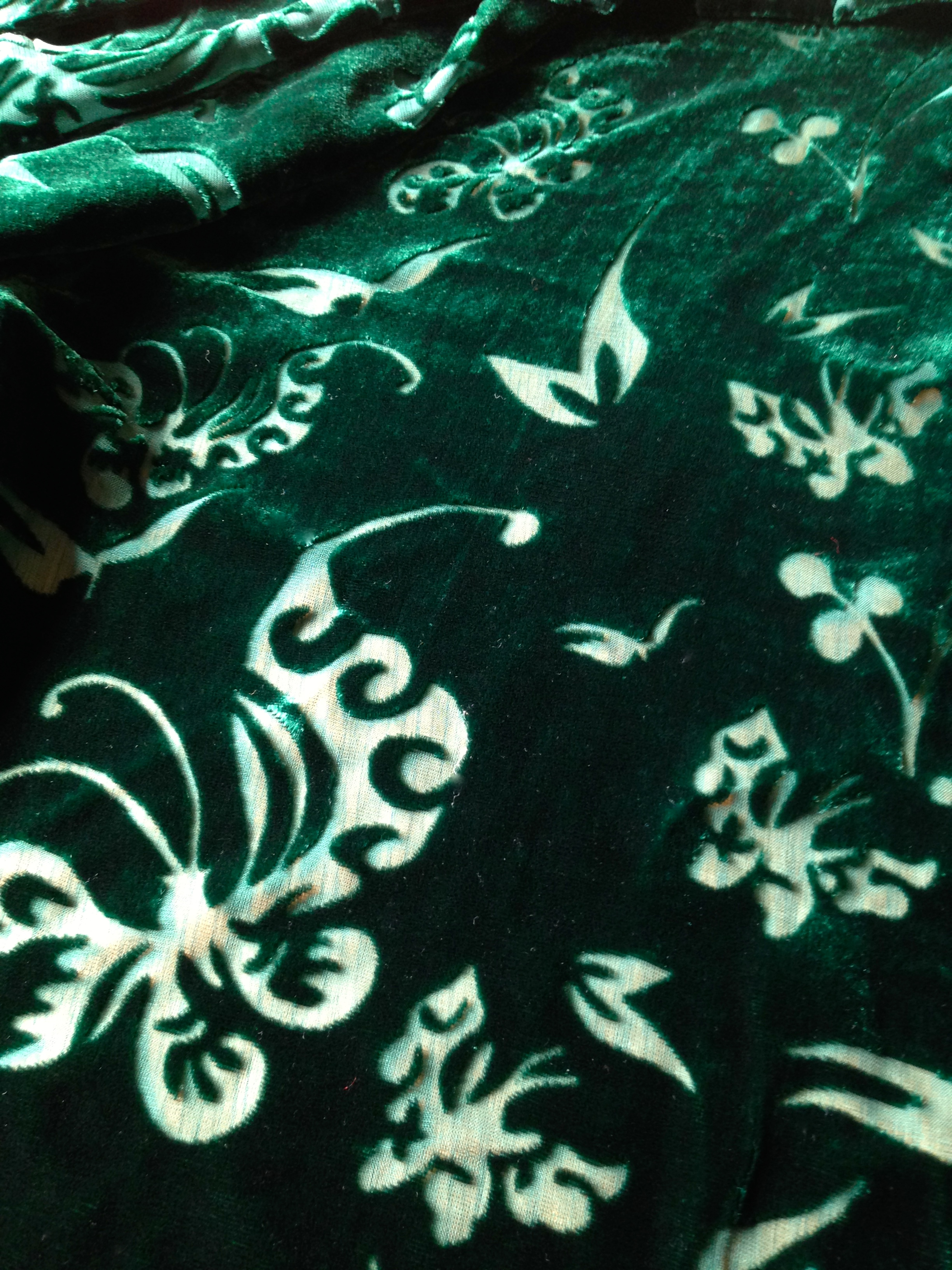
Pieza de terciopelo devoré.

Devoré (también llamado burnout) es una técnica textil particularmente utilizada en terciopelos, un material de más de un tipo de fibra se somete a un proceso químico que disuelve las fibras de celulosa para crear un patrón semi-transparente entre la tela tejida más sólidamente. La misma técnica puede aplicarse también a productos textiles que no sean de terciopelo, como el encaje o la tela de camisetas burnout.
Devoré deriva del verbo francés dévorer, que significa literalmente devorar.

## Historia
Se cree que las telas devoré se originaron en Francia, posiblemente como una alternativa barata al encaje que se creaba utilizando pasta cáustica sobre tela. El proceso químico comercial utilizado en prendas de moda se desarrolló en Lyon a finales del siglo XIX y principios del XX. The commercial chemical process used in fashion garments was developed in Lyon at the turn of the 19th and 20th centuries.
La técnica se popularizó en la década de 1920 —se utilizó normalmente en los vestidos de noche y chales—. Revivió en la década de 1980 y 1990, sobre todo con Jasper Conran quien lo utilizaba en vestuario de teatro y luego aplicaba desgaste, también fue utilizado por Georgina von Etzdorf en bufandas.

## Reaparición en 1990
Conran se acredita la popularización del devoré, introduciéndolo en 1989 y llevando adelante la técnica en la década de 1990 en su línea de moda principal. Él refinó sus técnicas de vestuario de teatro; en la producción de 1992 de My Fair Lady, dirigida por Simon Callow, telas burnout eran muy usadas por los trajes de Eliza Doolittle y los vendedores ambulantes. La técnica devoré de Conran también se utilizó en 1993 en la producción del Ballet Real de David Bintley de Tombeaux, donde fue utilizado para crear el tutú de terciopelo de dos tonos usados por Darcy Bussell y los trajes del cuerpo de baile. en 1994, apareció en la producción de Scottish Ballet de La Bella Durmiente, donde dijo Conran produjo mejores resultados para un menor costo en las técnicas de aplicación.
Piezas de moda más elaboradas en devoré de Conran —que fueron al horno como parte del proceso— consumían mucho tiempo para producirlas y costos de venta muy altos; en 1993, una falda de noche en devoré se vendía a 572 libras y una camisa tratada con ácido a 625 libras.
Establecido como un taller de estampado textil en Wiltshire, en 1981, el objetivo principal de Georgina von Etzdorf era crear efectos pictóricos sobre las telas. Habiándose posicionado con la popularización de la bufanda de terciopelo, introdujo el devoré a la gama en 1993 —después de haber experimentado con terciopelos impresos desde 1985—.

## Método
Para el devoré se utilizan técnicas de tejidos mixtos que combinan fibras a base de proteínas como la seda, con fibras a base de celulosa como la viscosa, algodón, o rayón. Con el fin de crear el patrón 'burnout', un gel químico que contiene sulfato de hidróxido de sodio se aplica a la tela en los patrones, disolviendo las fibras a base de celulosa y dejando atrás las fibras a base de proteínas, que no están afectados por la química. El gel químico puede ser aplicado por impresión o pintado a mano sobre la tela. 